# Clematis jinzhaiensis
Clematis jinzhaiensis är en ranunkelväxtart som beskrevs av Z.W. Xue och X.W. Wang. Clematis jinzhaiensis ingår i släktet klematisar, och familjen ranunkelväxter. Inga underarter finns listade i Catalogue of Life.